# Padaria Saipal

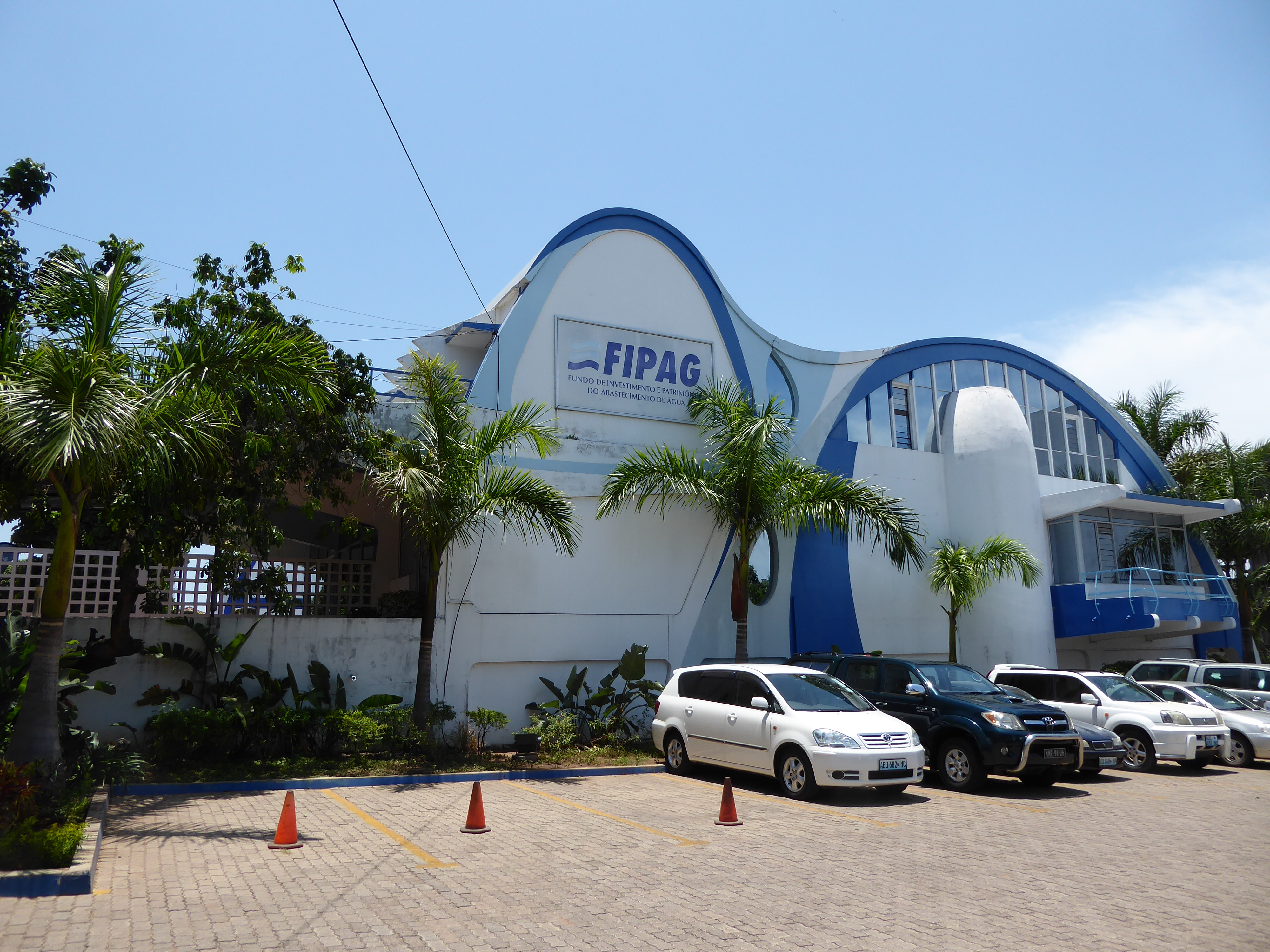
Heute sitzt in der Padaria Saipal die nationale Wasserinfrastrukturgesellschaft Mosambiks

Als Padaria Saipal, zu Deutsch „Bäckerei Saipal“, wird ein Gebäude modernistischer Architektur in der mosambikanischen Hauptstadt Maputo bezeichnet. Das von Pancho Guedes für die koloniale Bäckergenossenschaft entworfene Gebäude dient heute als Sitz des nationalen Wasserinvestitionsfonds FIPAG.

## Geschichte
Im Auftrag der Bäckergenossenschaft von Lourenço Marques (Cooperativa dos Padeiros de Lourenço Marques) entwarf Pancho Guedes gemeinsam mit Vitalle Moffa zwischen 1952 und 1954 das Gebäude, das als Sitz der Genossenschaft und gleichzeitig als Bäckerei dienen sollte. Es befindet sich im Stadtteil Alto Maé in der  Avenida Filipe Samuel Magaia 1291. Guedes beschreibt dies folgendermaßen:

„A padaria Saipal era a sede e a fábrica da Cooperativa de Padeiros de Lourenço Marques. (...) Desenhei o edifício com base nas plantas de máquinas fornecidas pelos fabricantes alemães de fornos e outro equipamento. Infelizmente as máquinas não sabiam fazer pão à portuguesa e recusaram-se a ser adaptadas. Os padeiros começaram a desentender-se e a Saipal em breve abriu falência.“

„Die Bäckerei Saipal war der Sitz und Fabrik der Bäckereigenossenschaft von Lourenço Marques. (...) Ich habe das Gebäude auf Grundlage der bereitgestellten deutschen Backöfen und des weiteren Equipments entworfen. Bedauerlicherweise konnte die Öfen kein deutsches Brot backen und es war auch nicht möglich sie dafür anzupassen. Die Bäcker fingen an sich zu zerstreiten und Saipal ging bankrott.“

Die Form des Gebäudes wird durch zwei große Bögen geprägt, was die Aufteilung in zwei Schiffe und damit zwei Arbeitsbereiche möglich macht. Bänder, in Form der Bögen, wiederholen sich in regelmäßigen Abständen über das längliche Gebäude hinweg. Während das größere und breite Schiff mit der Haupthalle für die Fertigung des Brotes gedacht war, war das kleine Schiff dreigeschossig und zur Büronutzung entworfen worden. Bemerkenswert ist auch der große Schornstein.
Die Genossenschaft, die den Namen „Saipal“ trug, nannte sich selbst „das Brot der Stadt“ (o pão da cidade). Daher stammt die urbane Legende, Guedes habe sich bei seinem Architekturentwurf an der Form des portugiesischen Brotes orientiert, was er jedoch bestreitet. 1957 wurden die zitierten Öfen installiert, der Betrieb begann 1958.
Heute beherbergt das Gebäude den Sitz des nationalen Wasserinvestitionsfonds FIPAG (Fundo de Investimento e Património do Abastecimento de Água).
In der portugiesischen Denkmaldatenbank Sistema de Informação para o Património Arquitectónico, die auch Denkmale ehemaliger portugiesischer Kolonien umfasst, ist das Gebäude mit der Nummer 31709 eingetragen.